# Serge Nubret

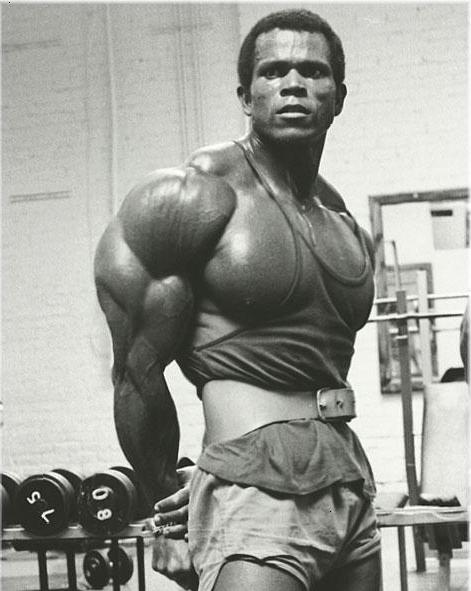
Serge Nubret

Serge Nubret (* 6. Oktober 1938 in Anse-Bertrand, Guadeloupe; † 19. April 2011 in Pierrefitte-sur-Seine) war ein französischer Bodybuilder und Schauspieler.

## Leben
Nubret zog im Alter von 12 Jahren mit seinen Eltern nach Paris; Im Jahr 1958 kehrte er dorthin zurück, um dem Militärdienst zu entgehen. Drei Jahre später kam er durch seine Erfolge als Bodybuilder wiederum nach Frankreich.
Nubret, der fünf Welttitel (Mr. Europe, Mr. Universum etc.) im Bodybuilding erringen konnte, und daneben bei der Wahl zum Mister Olympia 1975 Zweiter hinter Arnold Schwarzenegger wurde, trat zwischen 1961 und 1986 in etlichen Filmen, später auch in Gastrollen bei Fernsehserien auf.
Später engagierte er sich im kulturellen Bereich, indem er in Schulen im Bereich der Gewaltprävention tätig war. 2005 war er während der Jugendunruhen etliche Male Teilnehmer an Gesprächsrunden mit dem damaligen Innenminister Nicolas Sarkozy.
Im Jahr 2006 veröffentlichte er die Autobiografie Je suis – moi & Dieu (Publibook, ISBN 2-7483-3424-8).
Am 19. März 2009 wurde Nubret in seinem Haus bewusstlos aufgefunden und befand sich seitdem in medizinischer Betreuung. Im April 2011 starb er im Alter von 72 Jahren.

## Filmografie (Auswahl)
- 1962: Kadmos – Tyrann von Theben (Arrivano i titani)
- 1963: Goliath und Herkules (Goliath e la schiava ribelle)
- 1965: Der Fluch des schwarzen Rubin
- 1968: Tom Sawyers und Huckleberry Finns Abenteuer (TV)
- 1969: Sieben dreckige Teufel (Sette baschi rossi)
- 1970: Ein Bulle sieht rot (Un Condé)
- 1972: César und Rosalie (César et Rosalie)
- 1977: Pumping Iron
- 1978: Das gefährliche Spiel von Ehrgeiz und Liebe (La Part du feu)
- 1981: Der Profi (Le Professionel)